# Liceo Antonio Rosmini (Trento)
Il Liceo "Antonio Rosmini" è uno storico istituto scolastico superiore della città di Trento.

## Storia

### Diciannovesimo Secolo
L'Istituto Magistrale Femminile di Trento, fondato il 1º dicembre 1870, si occupò della formazione delle maestre per le scuole popolari nella parte italiana della provincia trentina. Inizialmente, la preparazione delle insegnanti era affidata alle Figlie del Sacro Cuore, presso la "Scuola Pedagogica". Con il decreto n. 10075, il Capomastro Francesco Holzer fu designato alla direzione del nuovo istituto, il quale, sin dalla sua fondazione, assunse un carattere fortemente italiano, distinto dagli istituti multilingue dell'Impero Austro-Ungarico.
Nel 1871 furono istituite le prime classi di tirocinio, con particolare attenzione ai lavori femminili, e nel 1872 si svolsero i primi esami di maturità. Nel 1873, l'istituto si ampliò con l'aggiunta di un "Giardino d'Infanzia", destinato alla formazione delle maestre di asilo. Tra il 1874 e il 1886, lo statuto dell'istituto venne modificato, introducendo nuove discipline come la pedagogia, la bella scrittura, il pianoforte e il tedesco. Nel 1889 si tennero per la prima volta gli esami di abilitazione all'insegnamento dei lavori donneschi nelle scuole popolari.

### Grande guerra
Durante la Prima Guerra Mondiale, l'attività dell'istituto subì numerose interruzioni e trasferimenti a causa del conflitto. Gli esami di maturità furono svolti in diverse località, tra cui Innsbruck e Bressanone. Dopo il crollo dell'Impero Austro-Ungarico, l'istituto venne riaperto nel gennaio 1919 e, nel dicembre dello stesso anno, fu restituito interamente al suo uso scolastico. L'istituto subì diversi spostamenti di sede fino al trasferimento definitivo nell'edificio di Via Malfatti, completato nel 1916, ma utilizzato per scopi scolastici solo a partire dal 1919.

### Ventennio fascista
Con la Riforma Gentile del 1923, l'istituto adottò un corso inferiore di quattro anni e un corso superiore di tre, eliminando le distinzioni tra istituti maschili e femminili. Nel 1929 fu introdotta l'agraria come disciplina per promuovere la produzione agricola. Nel 1932, venne imposto l'obbligo per gli insegnanti di possedere la tessera del PNF per partecipare ai concorsi pubblici, mentre gli studenti venivano progressivamente inquadrati nel partito tramite le organizzazioni giovanili dell'Opera Nazionale Balilla. Questo processo di fascistizzazione culminò il 31 dicembre 1934 con l'introduzione di tre leggi che regolavano l'istruzione premilitare, quella post-militare e i corsi di cultura militare nelle scuole medie e superiori, implementate rapidamente nel 1935. Il biennio 1943-1945 segnò il crollo del regime fascista, l'invasione tedesca dell'Italia e l'istituzione dell''Alpenvorland Operationszone' nella regione trentina, causando gravi disagi al sistema scolastico. Le scuole trentine furono costrette a dividersi in centri autonomi sparsi nelle valli per garantire la sicurezza degli studenti e la continuazione degli studi. Furono quindi aperte sezioni staccate della scuola media, scuole di avviamento professionale e "centri scolastici di assistenza" per gli alunni delle scuole medie superiori. La gestione di questi centri era affidata ai presidi e ai direttori scolastici, con l'autorizzazione di prendere accordi con le autorità locali. Durante l'anno scolastico 1943/44, l'istituto mantenne aperte le sezioni, seppur con classi ridotte, e ospitò il Liceo Scientifico nei giorni in cui non si svolgevano le lezioni. Esami di abilitazione magistrale furono organizzati in sessioni straordinarie, tenutesi in diverse località della provincia come Cles, Tione e Trento. Diverse sezioni staccate dell'istituto, denominate "governative", ottennero il riconoscimento ufficiale dal Ministero dell'Educazione Nazionale, mentre altri centri, noti come "Centri Scolastici di Assistenza", non raggiunsero lo stesso status.

### Dal Liceo Socio-Psico-Pedagogico al Liceo delle scienze sociali
L'Istituto ha introdotto un programma sperimentale quinquennale a indirizzo pedagogico, che nel 1993 è stato sostituito dalla sperimentazione Brocca, specifica per il liceo socio-psico-pedagogico. Questo nuovo percorso educativo offriva una formazione volta sia a preparare gli studenti all'insegnamento, sia a garantire una solida base liceale, utile per sviluppare competenze professionali ampie e versatili. Il Decreto Legislativo del 10 marzo 1997 ha apportato cambiamenti significativi, eliminando il corso di studi ordinario dell'Istituto Magistrale e istituendo il Liceo delle Scienze Sociali e il Liceo Linguistico. Quest'ultimo è stato successivamente integrato nel nuovo Liceo Linguistico "Sophie Scholl" di Trento nell'anno scolastico 2012-2013.

### Liceo delle scienze umane
Il Liceo Rosmini ha subito un'evoluzione significativa nel corso degli anni, ampliando la propria offerta formativa. Nel 2010/11 sono stati introdotti il Liceo delle Scienze Umane e il Liceo Economico Sociale, in linea con la riforma scolastica. L'anno successivo è nato il Liceo Linguistico Sophie Scholl, scindendosi dall'indirizzo linguistico del Rosmini e del Da Vinci. Dal 2013/14, il Rosmini ospita il Centro Educazione degli Adulti di Trento, offrendo percorsi di formazione continua e collaborando con diverse realtà del territorio. L'EDA estende le sue attività anche alla Casa Circondariale, garantendo l'istruzione a tutti i livelli.